# Qualburg

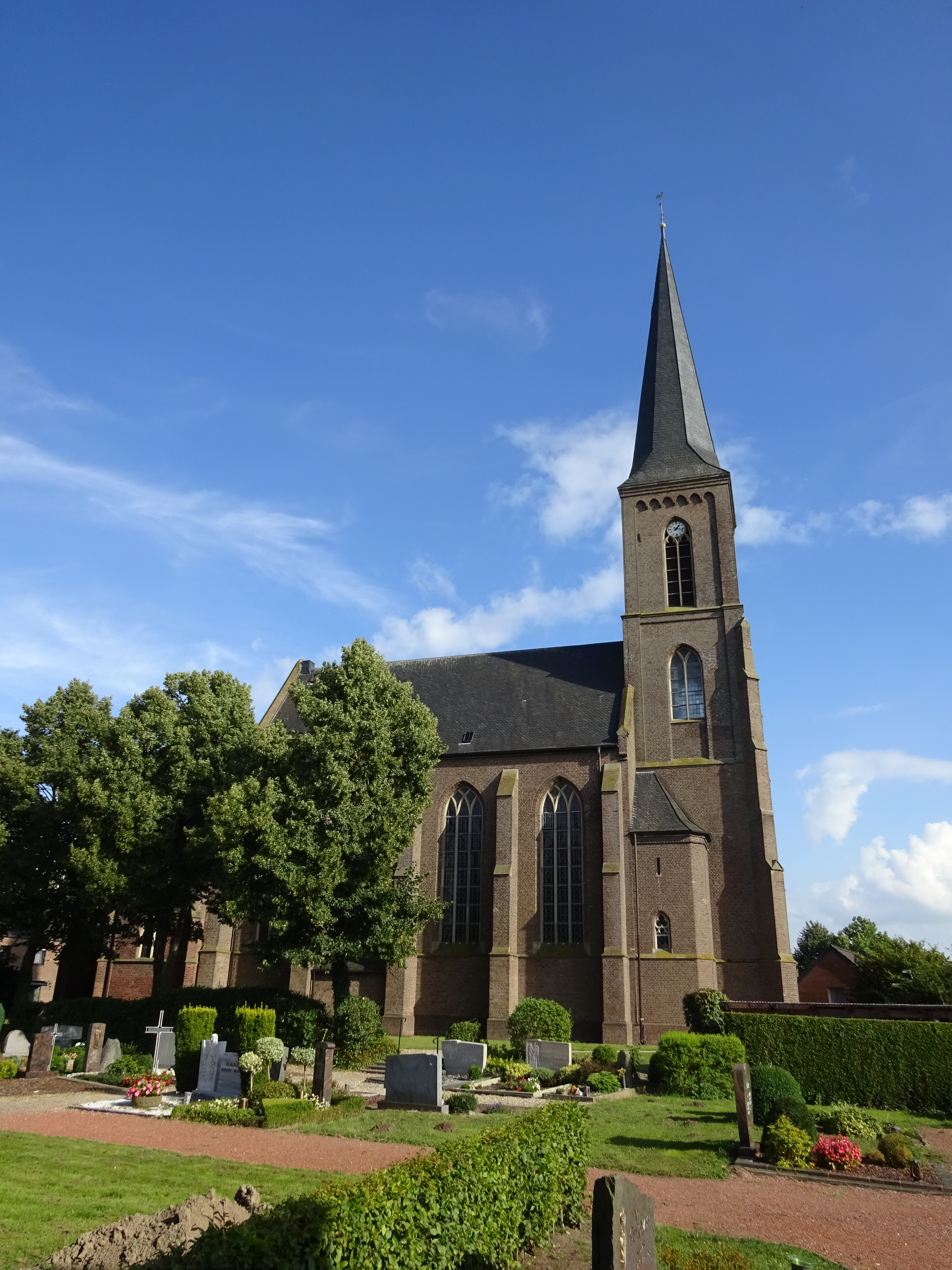
Kirche St. Martinus

Qualburg ist ein Ortsteil der Gemeinde Bedburg-Hau im Kreis Kleve am Niederrhein. Der Ort hat 923 Einwohner (Stand: 31. Dezember 2022).

## Archäologie und Geschichte
Qualburg wird häufig mit dem römischen Auxiliarkastell Quadriburgium identifiziert. Quadriburgium ist eines jener Kastelle, die Caesar Julian laut Ammianus Marcellinus im Jahr 359 hat erneuern lassen. Im Dorfgebiet sind zahlreiche römische Fundstellen bis ins 5. Jahrhundert nach Christus bezeugt. In diesem Zusammenhang steht auch der Römerhelm im Wappen.
Bei der Kirche St. Martin wurden frühmittelalterliche Gräber des 6./7. Jahrhunderts angeschnitten, u. a. ein Sarkophag mit einer für den Raum ungewöhnlichen Gürtelschnalle. Nahe bei der Kirche fanden sich auch frühmittelalterliche Siedlungsreste.
Das mittelalterliche Qualburg wird um 1100 erstmals erwähnt. Die Kirche St. Martinus gelangte 1143 an das Stift Bedburg und wurde diesem 1324 inkorporiert. Der Ort gehörte zum klevischen Richteramt Kleverhamm. Im 19. Jahrhundert kam Qualburg an die Bürgermeisterei Till. Der mittelalterliche Chor der Kirche wurde 1888 bis 1890 in einen neugotischen Neubau einbezogen.
Im nahegelegenen Reichswald und im Umfeld des heutigen Ortes tobte im Frühjahr 1945 die sogenannte Schlacht im Reichswald. In dieser Schlacht um den Niederrhein wurde der Ort schwer in Mitleidenschaft gezogen.

### Wappen
| Wappen des Ortsteils Qualburg | Blasonierung: „In Silber (Weiß) ein schräglinker blauer Wellenbalken darüber auf einer schräglinken Linie drei grüne Kopfweiden mit schwarzen Stämmen, unten ein goldener (gelber) römischer Kopfschutz mit rotem Kamm.“                                        |
| Wappen des Ortsteils Qualburg | Wappenbegründung: Das Wappen wurde 2002 angenommen. Es dokumentiert die Lage des Ortes an der Wetering, die landschaftstypischen Kopfweiden sowie die römische Geschichte des Ortes. Qualburg wurde auf den Fundamenten einer spätrömischen Siedlung gegründet. |

## Belege
1. ↑  Daten & Zahlen | Gemeinde Bedburg-Hau. Abgerufen am 25. März 2024.
2. ↑  Res gestae 18,2,4 f.
3. ↑  Clive Bridger, Neufunde aus Qualburg. In: Bonner Jahrbücher 190, 1990, S. 373–403, insbes. 397 f., Nr. 74–75.
4. ↑  Robert Scholten, Qualburg im Kreis Kleve und seine Umgebung. Annalen des Historischen Vereins für den Niederrhein 54, 1892, S. 175–197
5. ↑  Frank Siegmund, Merowingerzeit am Niederrhein. Rheinische Ausgrabungen 34. Rheinland-Verlag, Köln 1998, S. 358 f.
6. ↑  Bridger: Neufunde aus Qualburg. 1990, S. 373 ff.
7. ↑  Siegmund: Merowingerzeit am Niederrhein. 1998, S. 359.
8. ↑  https://www.bedburg-hau.de/de/inhalt/qualburg/ Qualburg auf der Website der Gemeinde Bedburg-Hau